# Adelheid Koch
Adelheid Koch  (geboren am 16. November 1896 in Berlin als Lucy Schwalbe; gestorben 1980 in São Paulo) war eine deutschbrasilianische Psychoanalytikerin. 

## Leben
Lucy Schwalbe wurde in der elterlichen Wohnung am Karlsbad 5 in der Schöneberger Vorstadt geboren. Ihre Eltern waren der Arzt und Schriftleiter der Deutschen Medizinischen Wochenschrift Juda Gabriel Schwalbe, der sich später Julius Schwalbe (1863–1930) nannte und Agnes geb. Mende. Die Familie war jüdischer Konfession. Ihr Vater hatte trotz eher konservativer Haltung das Medizinstudium von Frauen befürwortet, Adelheid Schwalbe studierte während der 1920er Jahre in Berlin Medizin, schloss ihr Studium 1924 ab und promovierte 1927 mit der Arbeit Über die Säuglingssterblichkeit der Unehelichen in Berlin im Jahre 1922/23. 1923 heiratete sie den Rechtsanwalt Ernst Koch (1892–1984), ihre Tochter Esther wurde 1924 und die Tochter Eleonore Koch, spätere Malerin und Bildhauerin, 1926 geboren. 
Koch begann 1929 eine Ausbildung am Berliner Psychoanalytischen Institut, Lehranalytiker war Otto Fenichel, Kontrollanalytikerinnen waren Salomea Kempner und Therese Benedek. 1935 hielt sie ihren Aufnahmevortrag über die „Widerstandsanalyse in einer narzißtischen Neurose“. Sie war Mitglied der Internationalen Psychoanalytischen Vereinigung (IPA).
Nach Hitlers Machtübernahme und einem kurzen Aufenthalt in Palästina emigrierte Adelheid Koch 1936 mit ihrer Familie durch Vermittlung von Ernest Jones, damaliger Präsident der IPA, nach Brasilien. Mit Unterstützung durch Durval Marcondes (1899–1981), brasilianischer Psychiater und Gründer der Sociedade Brasileira de Psicanálise (SBP) in Rio de Janeiro, begann sie 1937 in São Paulo Lehranalysen durchzuführen. Als anfangs einzige Lehranalytikerin spielte Adelheid Koch eine einflussreiche Rolle in der psychoanalytischen Bewegung Brasiliens. Sie bildete die Gründergeneration, darunter auch Marcondes, gemäß den Anforderungen der IPA aus. Als 1939 an der Escola Livre de Sociologia e Política ein Lehrstuhl für Psychoanalyse eingerichtet wurde, war Marcondes der erste Inhaber, Adelheid Koch wurde seine Assistentin, später abgelöst durch Virgínia Leone Bicudo. Sie gründete 1944 mit ihren Analysanden die Sociedade Brasileira de Psicanálise de São Paulo (SBPSP), die 1951 als Organisation der IPA anerkannt wurde.
1948 hatte sie in London Seminare von Melanie Klein besucht und orientierte sich theoretisch an deren Ideen (Kleinianische Schule). Sie war bis in die 1960er Jahre als Analytikerin in São Paulo tätig.

## Schriften und Beiträge (Auswahl)
- Über die Säuglingssterblichkeit der Unehelichen in Berlin im Jahre 1922/23. Medizinische Dissertation, Berlin 1927.
- Neurose dos pais - neurose dos filhos. In: Neurobiologia, Recife, Band 3, Nr. 1, 1939, S. 320–331, ISSN 0028-3800.
- Considerações psicanalíticas sobre symbolos e contos populares. In: Revista de neurologia e psychiatria de São Paulo, Band 6, Nr. 1, 1940, S. 7–18.
- Terapêutica psicanalítica da histeria. In: Revista Brasileira de Medicina, Band 44, Nr., 1954, S. 51ff.
- Omnipotencia y sublimacion. In: Revista de Psicoanálisis, APA, Asociación Psicoanalítica Argentina, Band 13, Nr. 4, 1956, S. 456–460.
- F. H. Capisano, A. Koch: Influência Histórico Social na Atitude Analítica. In: Revista Brasileira de Psicanálise, Band 6, Nr. 3, 1972, S. 344–356.
- Adelheid Koch. Uma historia que se confunde com a vida de uma instituição. IDE 3, 1976, S. 7–12.
- [und andere]: Reprogressão nas doenças. In: Revista Brasileira de Psicanálise, Band 3, 1968, S. 315–322, ISSN 0486-641X.